# Don Smith (baloncestista de 1951)
Donald "Don" Smith (nacido el 10 de octubre de 1951 en Dayton, Ohio y fallecido en la misma ciudad el 9 de marzo de 2004) fue un jugador de baloncesto estadounidense que disputó una temporada en la NBA. Con 1,83 metros de estatura, jugaba en la posición de base.

## Trayectoria deportiva

### Universidad
Jugó durante tres temporadas con los Flyers de la Universidad de Dayton, en las que promedió 20,4 puntos y 3,3 rebotes por partido.

### Profesional
Tras haber sido en 1973 elegido por los Kentucky Colonels en el Draft de la ABA sin terminar la carrera, con los que jugó una temporada, en la que promedió 5,2 puntos por partido.

## Estadísticas de su carrera en la NBA

### Temporada regular
| Temporada | Edad | Equipo             | Liga | Pos. | P  | TIT | MIN  | TC  | TCA | %TC  | 3P | 3PA | %3P | TL  | TLA | %TL   | R.OF. | R.DEF. | REB | ASIS | ROB | TAP | PER | FP  | PTS |
| 1974-75   | 23   | Philadelphia 76ers | NBA  | SG   | 54 |     | 10.0 | 2.4 | 5.9 | .408 |    |     |     | 0.4 | 0.4 | 1.000 | 0.3   | 0.3    | 0.6 | 0.9  | 0.4 | 0.1 |     | 0.8 | 5.2 |
| Total     |      |                    | NBA  |      | 54 |     | 10.0 | 2.4 | 5.9 | .408 |    |     |     | 0.4 | 0.4 | 1.000 | 0.3   | 0.3    | 0.6 | 0.9  | 0.4 | 0.1 |     | 0.8 | 5.2 |